# マリ連邦

マリ連邦
Fédération du Mali (フランス語)

国の標語: Un Peuple, Un But, Une Foi（フランス語）
1つの国民、1つの目標、1つの信念
マリ連邦の位置

マリ連邦（マリれんぽう、フランス語: Fédération du Mali）は、1959年4月4日に成立した連邦国家で、フランス領西アフリカの一部であったスーダン共和国（現在のマリ共和国）とセネガル共和国が合併し、翌1960年6月20日にフランスから独立した。しかし同年8月20日にセネガルが分離独立し、残った旧スーダン共和国も同年9月22日にあらためてマリ共和国として独立したために消滅した。独立国としては2ヶ月のみ存在した短命国家である。
大統領にはモディボ・ケイタ、議会議長にはレオポール・セダール・サンゴールが就任した。

## 成立
1958年末までに、仏領西アフリカ各国がフランス共同体へ加盟すると、汎アフリカ主義者らが完全独立と連邦の創設を構想する。1959年1月17日、「マリ連邦憲法」が承認される。ところが、コートジボワールをはじめオートボルタ（現ブルキナファソ）、ダオメー（現ベナン）が連邦への参加を見送った。
1959年4月4日、スーダン共和国セネガルの共同体としてマリ連邦が結成される。1959年12月にフランスからの独立を実質的に承認され、1960年6月20日、正式に独立した。

## 消滅
だがスーダン共和国とセネガルの思考の違いから徐々に関係が悪化していき、遂に衝突を始める。人口と面積においてはスーダンがセネガルを圧倒していたが、経済ではセネガルがはるかに豊かであった。ケイタ大統領は、セネガルの資金を使ってスーダンの開発を進め連邦全体の底上げを図ったが、これはセネガルにとっては植民地時代よりも負担が重いものであった。
その後も関係は悪化し続け、1960年8月20日にセネガルが分離独立。
残されたスーダン共和国は同年9月22日にマリ共和国に改称し、消滅した。マリ共和国は「アフリカ統一のためなら主権の一部もしくは全てを放棄する」と規定した憲法を採択したが、皮肉にもその第一歩となるべきマリ連邦は姿を消した。
なお、マリとセネガルは対立していたが1966年に和解している。

## 国旗

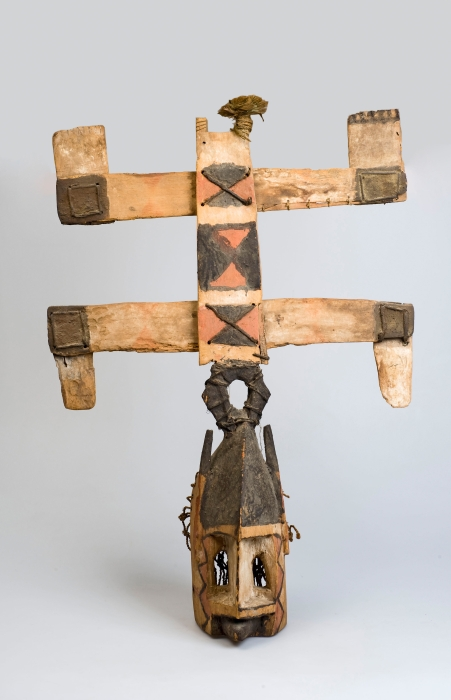
カナガの面（熱帯博物館収蔵、台帳番号 TMnr 6372-2）

フランス領スーダンの旗（1958年-1959年）

国旗中央にある棒人間のようなものは、現地の儀式で使う仮面『カナガマスク』という。また、この国旗のカナガマスクは上下が#反転している。
フランス領スーダンの#旗にもカナガのイメージが用いられた。